# Lola versus Powerman and the Moneygoround, Part One
Lola versus Powerman and the Moneygoround, Part One är ett musikalbum av The Kinks utgivet 1970. Det utgavs på Pye Records i Europa och Reprise Records i Nordamerika. Albumet är ett av flera konceptalbum av The Kinks. Temat på det här albumet handlar om livet som artist och musiker i en pengahungrande musikbransch. Ray Davies har beskrivit att albumet handlar om "konstnärlig frihet", och att vara den du vill vara.
Ray Davies frustration över skivbolag och musiklandskapet kan man höra om i låtar som "Top of the Pops" och "The Moneygoround". Den största hitlåten från albumet blev "Lola" som handlar om en transvestits möte med en man på en nattklubb. Låten blev deras populäraste sedan 1966 års "Sunny Afternoon". Den efterföljande singeln "Apeman" blev också en mindre hit i flera länder. I Sverige blev det en vecka på Tio i topp. Albumet nådde plats 35 på amerikanska Billboardlistan, men trots att albumets singlar blivit populära i Storbritannien gick det inte in på albumlistan där.

## Låtlista
(samtliga låtar är skrivna av Ray Davies där ej annat anges)
1. "The Contenders" - 2:42
2. "Strangers" (Dave Davies) - 3:19
3. "Denmark Street" - 2:01
4. "Get Back in the Line" - 4:01
5. "Lola" - 4:11
6. "Top of the Pops" - 3:39
7. "The Moneygoround" - 1:46
8. "This Time Tomorrow" - 3:21
9. "A Long Way From Home" - 2:26
10. "Rats" (Dave Davies) - 2:39
11. "Apeman" - 3:51
12. "Powerman" - 4:17
13. "Got to Be Free" - 3:01